# Bersagli mobili
Bersagli mobili (Direct Hit) è un film statunitense del 1994 diretto da Joseph Merhi.

## Trama
Un killer della CIA incaricato di assassinare una donna che ricatta un senatore, scopre che quest'ultima è innocente e decide di proteggerla; ora il killer è diventato un bersaglio della stessa agenzia...

## Produzione e distribuzione
Il film è prodotto e distribuito dalla PM Entertainment Group Inc. del regista e produttore siriano Joseph Merhi. In diversi paesi è uscito con i titoli seguenti:
- in Brasile (Profissão: Assassino)
- in Spagna (Impacto directo)
- in Grecia (Ktypima kata metopo)
- in Germania (Direct Hit - Im Todeskreis der Angst)